# HYPERTOUGHNESS
『HYPERTOUGHNESS』（ハイパータフネス）は、Fear, and Loathing in Las Vegasの6枚目となるアルバムである。2019年12月4日にワーナーミュージック・ジャパンから発売された。

## 概要
前作『New Sunrise』以来、約2年2か月ぶりとなる作品。
本来は3月にリリースされる予定であったが、ベーシストであるKeiの急逝によりリリースを延期。その後6月に新メンバーであるTetsuyaを迎え入れ、12月4日にリリースされる運びとなった。2018年にリリースされたシングル曲3曲に関してはSxunとKei在籍時の音源、2019年に先行配信配信されたシングル「The Stronger, The Further You'll Be」及び本作で初収録となる曲は新体制でレコーディングされていおり、新体制と旧体制の音源が混合した作品となった。前作同様に収録曲は全て英語詞。
Soは本作について、「この音源でタイトルの通りハイパーなタフネスを示して、新体制になっても変わらないラスベガス（Fear, and Loathing in Las Vegas）らしさを感じてもらって、みなさんを安心させられたら嬉しい」と述べている。
CD版は蓄光ジャケット仕様。配信版は2020年1月15日にリリースされた。

## 評価
ライターの山口哲生は、「バンドを襲ったさまざまな苦難を乗り越え、辿り着いた不屈の精神が強烈に伝わってくる。胸が熱くならずにいられない一枚」と本作を評した。
rockin'onにて小池宏和は、「泣ける。冒頭の“The Stronger, The Further You’ll Be”がのっけからその不撓不屈の信念を証明しつつ、チップチューン風ブレイクビーツで切り出される中盤の“Interlude”以降はメーターの振り切れたエレクトロコア攻勢と化す。バンド一丸となった意気込みの結晶だ」と、後藤寛子は「完全復活どころか、もっと強く、もっともっと加速して前へ」「今のラスベガスには、かつてない圧倒的な「頼もしさ」が宿った」と本作を評した。
またReal Soundにてライターの荒金良介は、「どこから聴いてもラスベガスとしか言いようがない、不変のオリジナルブランドを高らかに鳴らしている」「新体制になってもハイパータフネスな音楽性を貫き通すんだ！　という彼らの“生き様”が刻まれている気がしてならない」と本作を評した。

## 記録
オリコン週間アルバムチャート(2019年12月16日付)では、初週で11,835枚を売り上げ、10位を獲得。

## 収録曲
| #         | タイトル                                             | 作詞  | 作曲・編曲 | 時間 |
| --------- | ---------------------------------------------------- | ----- | ---------- | ---- |
| 1.        | 「The Stronger, The Further You'll Be」              |       |            | 3:41 |
| 2.        | 「The Gong of Knockout」                             |       |            | 3:30 |
| 3.        | 「CURE」                                             |       |            | 3:10 |
| 4.        | 「Great Strange」                                    |       |            | 3:23 |
| 5.        | 「Interlude」                                        |       |            | 2:11 |
| 6.        | 「Keep the Heat and Fire Yourself Up」               |       |            | 3:24 |
| 7.        | 「Treasure in Your Hands」                           |       |            | 3:26 |
| 8.        | 「Karma」                                            |       |            | 3:21 |
| 9.        | 「Thoughtless Words Have No Value But Just a Noise」 |       |            | 3:24 |
| 10.       | 「Where You Belong」                                 |       |            | 3:40 |
| 11.       | 「Massive Core」                                     |       |            | 3:34 |
| 合計時間: | 合計時間:                                            | 36:48 |            |      |

## 曲解説
1. The Stronger, The Further You'll Be
先行配信シングル。
2. The Gong of Knockout
配信シングル。
3. CURE
スケール感のある爽快なメロディを押し出した[2]楽曲。
4. Great Strange
明確なテンポチェンジを織り込[2]んでおり、ポップな歌メロに鼓膜を惹き付けられる[2]楽曲。またポップなEDMとラップパートが軽快である[11]。
5. Interlude
6. Keep the Heat and Fire Yourself Up
6thシングル収録曲。
7. Treasure in Your Hands
6thシングル収録曲。
8. Karma
ピアノのイントロから広がり[11]、エモーショナルなポスト・ハードコアのエッセンスを感じさせる[15]楽曲。
9. Thoughtless Words Have No Value But Just a Noise
極悪なグロウルで怒りをぶちまけ[11]、デスメタル並みの凶暴ぶりで迫る[2]楽曲。
10. Where You Belong
11. Massive Core
先行配信シングル。

## タイアップ
The Stronger, The Further You'll Be
- テレビ番組「プロ野球No.1決定戦!バトルスタジアム 2020」CMソング
- テレビ番組「ウソかホントかわからない やりすぎ都市伝説 2020秋スペシャル」オープニングテーマ[16]

The Gong of Knockout
- アニメ「バキ(2018) 最凶死刑囚編」第2クールOPテーマ
- テレビ番組「ウソかホントかわからない やりすぎ都市伝説スペシャル2019春」オープニングテーマ[16]

CURE
- テレビ番組「ウソかホントかわからない やりすぎ都市伝説スペシャル2020春」オープニングテーマ[16]

Keep the Heat and Fire Yourself Up
- アニメ「覇穹 封神演技」第1クールOPテーマ
- 日本テレビ系バラエティ番組『ぐるぐるナインティナイン』CMソング

Treasure in Your Hands
- アニメ「覇穹 封神演技」第2クールOPテーマ

## カバー
Keep the Heat and Fire Yourself Up
- RAISE A SUILENによるカバー。同曲はアプリゲーム「バンドリ! ガールズバンドパーティ!」に実装された。

## ツアー
以下の日程でリリースツアーが組まれた。
| 2020年                             | 2020年                             | 2020年                             |
| “HYPERTOUGHNESS” Release Tour 2020 | “HYPERTOUGHNESS” Release Tour 2020 | “HYPERTOUGHNESS” Release Tour 2020 |
| ---------------------------------- | ---------------------------------- | ---------------------------------- |
| 01月17日(金)                       | 神戸 Harbor Studio                 | ROTTENGRAFFTY                      |
| 01月18日(土)                       | 京都 KBSホール                     | ROTTENGRAFFTY                      |
| 01月23日(木)                       | 名古屋 ダイアモンドホール          | CRYSTAL LAKE                       |
| 01月25日(土)                       | 静岡 ROXY                          | THE 冠                             |
| 01月26日(日)                       | 神奈川 横浜BAY HALL                | dustbox                            |
| 02月01日(土)                       | 岡山 CRAZYMAMA KINGDOM             | アルカラ                           |
| 02月02日(日)                       | 周南 RISING HALL                   | アルカラ                           |
| 02月07日(金)                       | 盛岡 club changeWAVE               | 八十八ヶ所巡礼                     |
| 02月09日(日)                       | 郡山 HIPSHOT JAPAN                 | 八十八ヶ所巡礼                     |
| 02月10日(月)                       | 仙台 GIGS                          | KEYTALK                            |
| 02月13日(木)                       | 神奈川 CLUB CITTA'川崎             | ENTH                               |
| 02月15日(土)                       | 水戸 ライトハウス                  | そこに鳴る                         |
| 02月16日(日)                       | 柏 PALOOZA                         | そこに鳴る                         |
| 02月21日(金)                       | 新潟 LOTS                          | BLUE ENCOUNT                       |
| 02月23日(日)                       | 富山 MAIRO                         | キュウソネコカミ                   |
| 02月24日(月)                       | 金沢 EIGHT HALL                    | キュウソネコカミ                   |
| 02月28日(金)                       | 福岡 BEAT STATION                  | GARI                               |
| 02月29日(土)                       | 大分 T.O.P.S BittsHALL             | GARI                               |
| 03月07日(土)                       | 広島 BLUE LIVE HIROSHIMA           | フレデリック                       |
| 03月14日(土)                       | 高松 MONSTER                       | サンボマスター                     |

また、以下の日程でワンマン振替公演が行われた。
| 2021年                                  | 2021年                                  |
| "HYPERTOUGHNESS" Release Tour 2020→2021 | "HYPERTOUGHNESS" Release Tour 2020→2021 |
| --------------------------------------- | --------------------------------------- |
| 06月15日(火)                            | 神奈川 KT Zepp Yokohama                 |
| 06月18日(金)                            | 福岡 BEAT STATIO                        |
| 06月19日(土)                            | 大分 T.O.P.S BittsHAL                   |
| 06月22日(火)                            | 愛知 Zepp Nagoya                        |
| 06月23日(水)                            | 愛知 Zepp Nagoya                        |
| 06月25日(金)                            | 広島 CLUB QUATTRO                       |
| 06月30日(水)                            | 北海道 Zepp Sapporo                     |
| 07月07日(水)                            | 福岡 Zepp Fukuoka                       |
| 07月09日(金)                            | 高松 MONSTER                            |
| 07月12日(月)                            | 東京 Zepp Tokyo                         |
| 07月13日(火)                            | 東京 Zepp Tokyo                         |
| 07月20日(火)                            | 大阪 Zepp Osaka Bayside                 |
| 07月21日(水)                            | 大阪 Zepp Osaka Bayside                 |

## 演奏
- So : Vocal
- Minami : Vocal, Keyboard
- Sxun : Guitar, Vocal, Chorus (Keep the Heat and Fire Yourself Up , Treasure in Your Handsのみ)
- Taiki : Guitar, Vocal, Chorus
- Tomonori : Drums
- Kei : Bass Guitar (Keep the Heat and Fire Yourself Up , Treasure in Your Hands , The Gong of Knockoutのみ)
- Tetsuya : Bass Guitar, Chorus (Keep the Heat and Fire Yourself Up , Treasure in Your Hands , The Gong of Knockout以外)